# エラズー

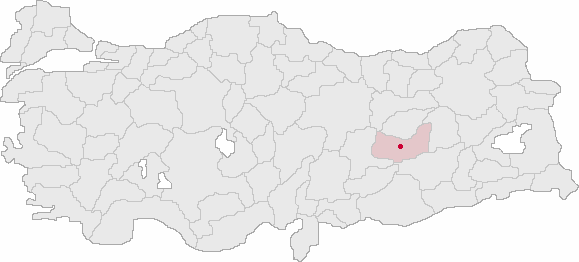
エラズーの位置

エラズー（Elâzığ (トルコ語発音: [eˈlazɯː])は、東アナトリア地方にあるトルコの街であり、エラズー県の県都である。2010年の国勢調査では、人口は33万1479人であった。ユーフラテス渓谷の頂部に広がる平野に位置し、標高1067mである。天然のハザル湖 (en) とケバンダム (en) およびカラカヤダム (en) を含む4つのダムが形成する人工湖に挟まれ、内陸の半島のように見える。旧称を Mamuretülaziz (Mamuret el-Aziz) という。
エラズーは、1834年に歴史上の都市であるカーバード（Harput）から発展したものである。本来、この都市は急峻な丘の上にあり、冬季は近づくのが難しかった。

## 名称
古代のカーバードは、アルメニア語で「岩の要塞」を意味するとおりの要塞都市で、現在のエラズーからおよそ5km離れた位置にあった。中世初頭には Charpete (Χάρπετε ビザンチン風の) という名前でも知られた。
19世紀、マフムト2世の治世下、レシッド・メフメド・パシャ (en) はカーバードから丘を下った平野部にある郊外都市のメズレへの遠征を開始した。スルタンアブデュルアズィズ時代には新たな県都 (en) を置き兵舎、病院、官舎等を整備する。1866年にアブデュルアズィズの即位5周年を記念して街は「アズィズのおかげで栄える街」"Mamuretülaziz" (オスマン語: معمورة العزيز  ) と改名され、このころから、発音しやすいエラズィズ ("Elâzîz") とも呼ばれるようになった。1937年11月17日、ムスタファ・ケマル・アタテュルク大統領は街の名前を "Elazık" と改名するが、トルコ語では発音しにくかったため、追って同年12月10日に元の名称 "Elazığ" に戻すという触れが出る。

## 歴史
エラズーは、かつてカーバードの城があった丘の裾に建設された。文献の記録によると、カーバードの住人の多くは、紀元前2000年頃からこの地に定住していたフルリ人であった。
カーバード及びその周りの地域は、ウラルトゥが最大領土であった時代には、その一部であった。
アルメニア語で「岩の砦」という意味のカーバードは、初代アルメニア王によって建設された。しかし、この街に関する当時の文献は、今日にはほとんど伝わっていない。
ギヨーム・ド・ティールは、エデッサ伯ジョスラン1世・ド・クルトネーとエルサレム王ボードゥアン2世がカーバード城の牢屋に囚われ、アルメニア軍に救出されたと記している。ギヨームは、この場所をQuart PiertまたはPierre （石の塊または石片） と呼んでいる。

### オスマン帝国時代のカーバードとマムレト・エル・アジズ
カーバードとその近郊は、1071年8月のマラズギルトの戦いの結果、トルコの支配下に置かれた。
その地域の勢力はめまぐるしく入れ替わり、チュブコグラリ侯国 (Çubukoğulları)、アルトゥク朝、ルーム・セルジューク朝、イルハン朝、ドゥルカディル侯国 (Dulkadir)、白羊朝、サファヴィー朝およびオスマン帝国が君臨した。
アメリカのキリスト教宣教の拠点として重視され、神学校のユーフラテス大学 (en) と一般の少年少女向けの学校を建設する。1895年11月、トルコ人とクルド人は政府の後ろ盾により、平野部に暮らすアルメニア人の村々を焼き討ちし虐殺と略奪が横行すると、同月、カーバードの町も攻撃を受け、アメリカの学校が全焼。アルメニア人虐殺の際にカーバード住民も多数、命を落とす。
カーバードには現在も居住者がいるが、標高が高く水が得にくいため、徐々に人口は減っており、多くの住人がエラズーに移住している。現在のカーバードの人口は数千人である。

## キリスト教コミュニティ
伝承によると、カーバードで最初の教会は、紀元179年に建てられたシリア正教会のMart Maryam Churchである。
カーバードは、11世紀からシリア正教会の司祭の居住地であり、その教区は、当初 Hisn Ziyad と呼ばれ、後にカーバードとなった。カーバードの最後のシリア正教会司祭は、1915年のアルメニア人及びアッシリア人虐殺の際に、街の多数のキリスト教徒とともに殺害された。
その後、トルコ国内のキリスト教司教区の多くは機能しなくなるが、カーバード司教区は司教と信徒の大部分が受難したにもかかわらず、キリスト教活動がその後も続く。
現在の教区には司祭が2名おり、主要な教会は古代の要塞の城壁に隣接し、メリマナ教会 Merymana Kilisesi に置かれる。1850年創立のアルメニアのカトリック教会のカルプト司教区 (en) はアルメニアの大虐殺後に再興され、アルメニアの旧教区 (en) として位置づけられる。
19世紀に建てられたエラズーのアルメニア福音教会 (Armenian Evangelical Church) の遺構は今日、建物の正面のみではあるが現存し、かつての敷地は駐車場として使用される。

### トルコ共和国下のエラズー
その設立から第二次世界大戦終結まで、街の発展には波があった。第一次世界大戦前の人口は恐らく1万人から1万2千人であり、戦間期の1927年に行われたトルコ共和国初の国勢調査で2万52人の記録がある。その後も人口増加は続き2万5465人に達するが（1940年調査）、第二次世界大戦で中立の立場をとったトルコが深刻な物資不足に悩まされると、1割近い人口流出により2万3635人に減少。戦後、再び順調に人口が増え続ける過程で、カーバードは人口約2000人をもってエラズーから独立し自治権を得た。

## 経済
1970年代以降のエラズーの発展に影響を与えた最大の要因は、街から45kmの距離に作られたケバンダム及び587万1000kwh/年の出力を持つ水力発電所の建設である。その貯水は6万8000ヘクタールに及ぶものであり、100の村を飲み込み、また他の100人が農地の大部分を失った。また約2万人がダムの建設にかりだされた。
セメント等、ダムの建設に関連する産業も街の発展に寄与し、AyalonやSharonが指摘するように、労働者が流入して男女比が不均衡化し、男性の人数が女性を8000人も上回る状況が1970年代の間続いた。
ダム建設に伴って流入してきた人々は、エラズーの中心部に住むことを選択し、エラズーの家庭には、政府による保障が支払われた。しかし、ケバンダムは、3万人以上の人々と少なくとも212の村に影響を与えた。ケバンダムの影響を受ける範囲にある80%以上の家庭は土地を持たない小作人であり、保障を受ける資格がないか、ほんのわずかな金を受け取るだけであった(Koyunlu 1982: 250)。
エラズーの地域は鉱物資源に富み、健康的な気候で、豊かな土壌である。クロムの採掘が重要な鉱業であった。
ダム、その関連産業、鉱業によって、この地域では東アナトリア地域の平均を上回る急速な都市化が進んだ（1970年で42.7%）。
農業では、ワイン用のブドウの栽培が中心で、エラズーはその他の産品も含めた商業の中心であった。エラズーにある国営のブドウ園は、フルボディの赤ワイン用であるブズバーの生産で有名である。
今日のエラズーはエラズー県の県都であり、大学、工場がある一方、歴史的な記念物等は多くない。例外はもちろん北に少し離れた位置にある古代カーバードの砦であり、今日のエラズーの発展に大きく貢献した。エラズーの人口は、トルコ人、クルド人、アゼルバイジャン人で構成されている。

## 地理

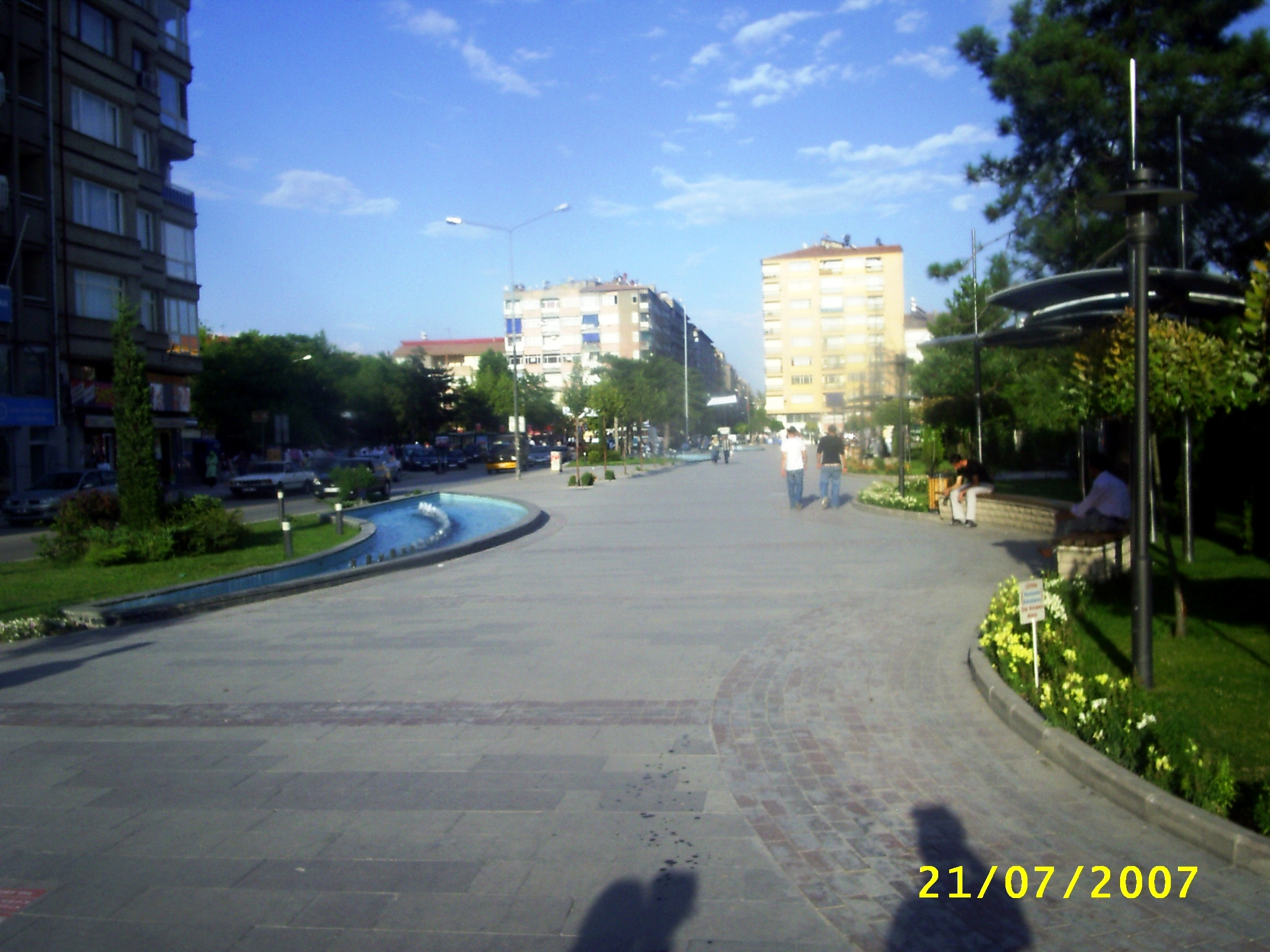
街の風景

エラズーは、地元で"Uluova"（大きな谷）として知られる長さ30マイルの谷の北西の角に位置する。この地域をアルメニア人は"Vosgetashd"（黄金の平原）と呼ぶ。標高は約3300フィートであり、緯度と経度はそれぞれ北緯38°41′東経39°14′である。エラズー県の北側はユーフラテス川であり、ケバンダムの完成後は県の面積(8455km2)の約10%(826km2)を占める。隣接する自治体は、トゥンジェリ県（北）、エルズィンジャン県（北西）、ビンギョル県（東）、ディヤルバクル県（南）、マラティヤ県（西）である。

### 気候
エラズーは大陸性気候（ケッペンの気候区分ではDsa）であり、冬季は寒く雪が降り、夏は暑く乾燥する。しかし、街の周りの天然及び人工の池の存在により、地域ごとの変動は大きい。
| エラズーの気候                                  | エラズーの気候 | エラズーの気候 | エラズーの気候 | エラズーの気候 | エラズーの気候 | エラズーの気候 | エラズーの気候 | エラズーの気候 | エラズーの気候 | エラズーの気候 | エラズーの気候 | エラズーの気候 | エラズーの気候 |
| 月                                              | 1月            | 2月            | 3月            | 4月            | 5月            | 6月            | 7月            | 8月            | 9月            | 10月           | 11月           | 12月           | 年             |
| ----------------------------------------------- | -------------- | -------------- | -------------- | -------------- | -------------- | -------------- | -------------- | -------------- | -------------- | -------------- | -------------- | -------------- | -------------- |
| 最高気温記録 °C （°F）                          | 12.4 (54.3)    | 17.3 (63.1)    | 26.4 (79.5)    | 32.2 (90)      | 34.4 (93.9)    | 38.4 (101.1)   | 42.2 (108)     | 41.2 (106.2)   | 37.8 (100)     | 31.7 (89.1)    | 21.8 (71.2)    | 19.6 (67.3)    | 42.2 (108)     |
| 平均最高気温 °C （°F）                          | 2.8 (37)       | 5.0 (41)       | 11.3 (52.3)    | 17.8 (64)      | 23.6 (74.5)    | 29.6 (85.3)    | 34.3 (93.7)    | 34.1 (93.4)    | 29.4 (84.9)    | 21.7 (71.1)    | 12.4 (54.3)    | 5.3 (41.5)     | 18.94 (66.08)  |
| 平均最低気温 °C （°F）                          | −4.0 (24.8)    | −3.1 (26.4)    | 1.1 (34)       | 6.4 (43.5)     | 10.5 (50.9)    | 15.0 (59)      | 19.3 (66.7)    | 18.9 (66)      | 14.2 (57.6)    | 8.9 (48)       | 2.7 (36.9)     | −1.3 (29.7)    | 7.38 (45.29)   |
| 最低気温記録 °C （°F）                          | −16.5 (2.3)    | −19.4 (−2.9)   | −17.0 (1.4)    | −5.8 (21.6)    | 0 (32)         | 6.7 (44.1)     | 6.7 (44.1)     | 11.0 (51.8)    | 1.0 (33.8)     | −1.5 (29.3)    | −15.2 (4.6)    | −17.7 (0.1)    | −19.4 (−2.9)   |
| 降水量 mm （inch）                              | 37.4 (1.472)   | 39.1 (1.539)   | 50.7 (1.996)   | 64.9 (2.555)   | 49.5 (1.949)   | 12.9 (0.508)   | 3.3 (0.13)     | 1.2 (0.047)    | 8.6 (0.339)    | 44.4 (1.748)   | 46.1 (1.815)   | 42.2 (1.661)   | 400.3 (15.759) |
| 平均降雨日数                                    | 11.5           | 11.4           | 12.0           | 12.4           | 10.7           | 4.2            | 1.2            | 0.7            | 2.2            | 7.4            | 9.3            | 11.6           | 94.6           |
| 平均月間日照時間                                | 89.9           | 112            | 173.6          | 207            | 288.3          | 354            | 387.5          | 365.8          | 300            | 223.2          | 144            | 77.5           | 2,722.8        |
| 出典：Devlet Meteoroloji İşleri Genel Müdürlüğü |                |                |                |                |                |                |                |                |                |                |                |                |                |